# Đền Garni
Đền Garni (tiếng Armenia: Գառնիի տաճար, Gaṙnii tačar, [ˈgɑrnii ˈtɑtʃɑʁ]) là công trình xây dựng kiểu dãy cột Hy-La duy nhất còn sót lại ở Armenia cũng như trên toàn Liên Xô cũ. Toạ lạc tại Garni, Armenia, xây theo thức cột Ionia, đây là kiến trúc và biểu tượng nổi bật nhất của đất nước Armenia thời tiền Kitô giáo.
Kiến trúc này có lẽ do vua Tiridates I xây dựng vào thế kỷ I để làm đền thờ cho thần mặt trời Mihr. Sau quá trình Kitô hoá Armenia vào đầu thế kỷ IV, nó trở thành nhà nghỉ hoàng gia cho Khosrovidukht, chị vua Tiridates III. Theo một số học giả, đây không phải đền thờ mà là lăng mộ (đây cũng là lý do mà nó tránh chịu sự phá huỷ các công trình pagan giáo). Nó sụp đổ trong trận động đất 1679. Vào đầu-giữa thế kỷ XX, nơi đây được khai quật lại nhờ vào sự hồi sinh của niềm quan tâm về giá trị xưa cũ, để rồi được phục dựng trong thời gian 1969-1975. Đây là một điểm du lịch nổi tiếng ở Armenia và là đền thờ chính của phong trào tân pagan giáo Armenia.